# Pygocentrus cariba
Piranha aux oreilles noires
Espèce
Pygocentrus cariba appelé aussi piranha aux oreilles noires est un piranha, un poisson des eaux douces du fleuve de l'Orénoque et de ses affluents au Venezuela en Amérique du Sud. Le genre Pygocentrus regroupe les trois seules espèces de piranhas potentiellement dangereuses pour l'homme : Pygocentrus nattereri, Pygocentrus cariba et Pygocentrus piraya. Espèces grégaires, on les retrouve généralement en bancs de centaines voire de milliers d'individus.

## Nom commun
piranha aux oreilles noires (Black eared piranha) ; piranha aux épaules noires (Black shoulder piranha) ou encore "le ventre rouge de l'Orénoque" (Orinoco red-belly piranha).

## Description
Leur corps est de forme circulaire avec une tête convexe. La morphologie du Pygocentrus cariba tient principalement en trois points de distinction avec ses deux autres congénères Pygocentrus - l’œil, dont l'iris est argenté avec une pigmentation noire sur les régions hautes et basses de l'œil ; les flancs argentés brillants ; une tache humérale noire.

## Taille, poids
Cette espèce mesure une longueur maximale observée de 38 cm. Un poids maximum observé de 650 g.

## Reproduction
En période de reproduction Pygocentrus cariba revêt une couleur plus foncée tirant sur le noir. Le juvénile est très coloré, orange à rouge avec des points noirs plus ou moins prononcés sur les flancs qu'il va perdre en grandissant.

## Comportement
Pygocentrus cariba vit en groupe grégaire de plusieurs milliers d'individus et apprécie les eaux claires et calmes avec une végétation assez dense (racines, mangrove, fond de sable clair).

## Alimentation
Cette espèce est la plus carnassière des Pygocentrus ce qui explique son nom "cariba" (cannibale) qui lui a été donnée par les indiens aborigènes qui selon leurs coutumes, jetaient le corps de leurs morts à l'eau, lesquels étaient "débarrassés" de leur chair par ces piranhas.

### Castrateur
Le Cariba est aussi appelé "Donkey Castrator" (castrateur d'âne) car il a tendance à s'attaquer aux parties les plus intimes des chevaux et bovins qui traversent les fleuves où il vit.

## Remarque
Toutes les espèces que regroupe ce genre, possèdent dans leur milieu naturel des variantes géographiques, influençant les caractéristiques méristiques et la coloration. En aquarium on notera aussi que les conditions de maintenance - principalement la taille du volume d'eau fournie, le nombre d'individus maintenus, et l'alimentation - influent de manière très significative sur le développement des poissons. Les piscicultures en tout genre des quatre coins du monde, et notamment dans un souci de renouvellement des souches, n'ont jamais reproduit leurs poissons avec précaution quant à leur provenance exacte dans l'Amazone. En résulte un grand nombre de spécimens répandu dans les milieux fermés aquariophiles ou muséums, parfois extrêmement difficiles à comparer.

## Taxonomie[1]
- 1821 : Référencé par Humboldt & Valenciennes sous l'appellation Pygocentrus cariba.
- 1850 : Référencé par Valenciennes sous l'appellation Pygocentrus caribe.
- 1875 : Référencé par Lütken sous l'appellation Pygocentrus notatus.
- 1911 : Référencé par Fowler sous l'appellation Pygocentrus stigmaterythraeus.